# 瑞安·朗
瑞安·朗（Ryan Lane，1987年11月23日—）是美國的一位演員。他的演藝生涯開始於19歲。朗最近在ABC家庭台電視劇錯位青春中飾演Travis角色。